# Amelia Dyer
Amelia Elizabeth Dyer (Bristol, 1838 – Londra, 10 giugno 1896) è stata una serial killer britannica.
Fu la più cruenta assassina di bambini dell'Inghilterra vittoriana. Fu processata e impiccata per un solo omicidio, ma quasi sicuramente fu responsabile di molte altre morti: il numero reale delle vittime si aggira infatti tra svariate decine e più di 200 o 400. Comunque solo sei vittime sono confermate e tre riconosciute.
Venne soprannominata Jill the Ripper poiché il suo caso era cronologicamente vicino a quello di Jack lo squartatore (1888); inoltre, a causa dell'analogia dei suoi crimini con quelli di Jack lo squartatore, venne sospettata di essere la stessa persona, benché si trattasse di un'ipotesi molto remota.

## Biografia

### Origini
Amelia Elisabeth Dyer nacque nel 1838 in una famiglia agiata di Bristol; era la più giovane di cinque fratelli (tre maschi e due femmine). Suo padre, Samuel Hobley, era un mastro calzolaio; sua madre, Sarah Weymouth, soffriva di una malattia mentale causata dal tifo. Imparò presto a leggere e scrivere e si interessò di poesia e letteratura. Sua madre morì per le complicanze della malattia mentale nel 1848, suo padre nel 1859 circa. Nel 1861 si trasferì a Trinity Street, a Bristol. Lì si sposò con George Thomas. Per sposarsi, entrambi dovettero falsificare la loro età: George, che aveva 59 anni, se ne tolse 11; Amelia, che ne aveva 24, se ne aggiunse 6. Negli anni successivi iniziò a fare pratica medica. Si offriva di tenere nascoste le nascite dei figli illegittimi in cambio di denaro: chiedeva solitamente tra le 50 e le 80 sterline, ma la cifra si poteva contrattare. Nel 1869 George Thomas morì, lasciando Dyer sola con una figlia, Ellen Thomas. Decise così di lasciare il mestiere di infermiera e di diventare un'allevatrice di bambini.

### Jill the Ripper
In cambio della promessa di occuparsi dei bambini che le famiglie volevano dar via, chiedeva una cifra di denaro e dei vestiti adatti per il bambino. Dopo aver contrattato e ottenuto la cifra dai genitori, lasciava morire di fame il bambino, che ormai non le serviva più.
Eluse per molto tempo le forze dell'ordine. Inoltre in quel periodo molte badanti, quando si trovavano in casi di difficoltà economica mentre crescevano il bambino, lo uccidevano; i metodi più usati erano quelli di lasciarlo deperire di fame, non allattarlo e intossicarlo in modo costante con forti dosi di alcol e oppio.
Amelia Dyer fu arrestata nel 1879, quando un medico che certificava il suo operato scoprì che, sotto le sue cure, erano morti molti bambini. Non fu condannata per il reato di omicidio plurimo ma per quello di "negligenza" (ossia scarsa attenzione per il piccolo). Passò sei mesi ai lavori forzati, che la provarono psicologicamente. Da questo momento in poi sviluppò tendenze alla depressione e al suicidio e iniziò a consumare sempre di più alcolici e sostanze oppiacee. Al rilascio tentò di riprendere la carriera da infermiera e continuò a uccidere con lo stesso metodo.
Tornò nuovamente ad eludere le forze dell'ordine e a tenere lontana l'attenzione dei genitori; per fare ciò si trasferiva molto spesso da una città all'altra e usava molti pseudonimi, tra cui quello di "Signora Thomas".
Nel 1890, dopo un altro tentativo di suicidio, tornò in un ospedale psichiatrico e ne uscì tre anni dopo, ancora più provata. Due anni più tardi si trasferì nel Berkshire insieme a una socia, Jane Smith, la figlia Ellen Thomas, la figliastra Mary Ann detta "Polly" e il figliastro Arthur Palmer. Nel 1896 uccise le tre vittime identificate, ossia Doris Marmon, Harry Simmons ed Helena Fry. Vennero adottati, portati in casa sua e strangolati con un nastro. I corpi furono messi in un sacco riempito di mattoni e buttati nel fiume Tamigi.

### L'arresto
Dopo un po' di tempo il corpo di Helena Fry riaffiorò e fu ripescato. La polizia, esaminando la carta da imballaggio in cui era avvolto il cadavere, trovò una scritta che segnava un indirizzo e un nome che recitava "Signora Thomas". I sospetti si concentrarono su Amelia Dyer: gli agenti raccolsero informazioni su di lei e la misero sotto sorveglianza. Infine mandarono una complice a parlarle, scoprendo così l'esistenza di questo mercato delle adozioni. La polizia infine perquisì il suo appartamento e vi trovò dei telegrammi che parlavano di accordi sulle adozioni, lettere di alcune madri che domandavano se il loro figlio stesse bene, ricevute per gli annunci pubblicitari di adozione che lei affiggeva in giro e i bordi del nastro di stoffa che usava per soffocare i bambini. Nell'appartamento si era inoltre diffuso un forte tanfo di putrefazione. Il nome "Signora Thomas" era uno dei tanti pseudonimi della Dyer. I poliziotti la arrestarono e la collegarono così alla morte di Helena Fry; successivamente dragarono il Tamigi e vi trovarono altri 6 corpi; fecero infine una stima di quanto lei potesse aver ucciso in venti anni; divenne fortemente sospettata di oltre 200 morti in totale, fino a un massimo di 400.

### La fine
I figli della Dyer furono scagionati dalle accuse; la donna fu invece processata il 22 maggio 1896 e riconosciuta colpevole di un omicidio, nonostante fosse stata collegata a molti altri, ma senza prove all'epoca schiaccianti. Benché la Dyer soffrisse di problemi mentali e abusasse di alcolici e stupefacenti, non fu dichiarata incapace di intendere e di volere. In quattro minuti e mezzo fu condannata a morte. Fu impiccata alle nove del mattino del 10 giugno 1896 nella Newgate Prison di Londra. Le sue ultime parole, poco prima che la botola sotto di lei si aprisse, furono "non ho nulla da dire".

## Vittime identificate
- Doris Marmon, 4 mesi.
- Harry Simmons, 13 mesi.
- Helena Fry, 1 anno o meno.